# 桑哩达
桑哩达（？—1748年），清朝蒙古王公，蒙古巴林部人，博尔济吉特氏，鄂齐尔之三子。
桑哩达初授为二等台吉，康熙四十四年（1705年）入朝，受命协理旗务。康熙五十四年（1715年），请从军防准噶尔部策妄阿喇布坦。康熙五十九年（1720年），跟随前锋统领定筹等击准噶尔军队，俘获宰桑、贝坤数百人。后又随振武将军傅尔丹在乌兰呼济尔击败准部军。雍正三年（1725年），因功封为辅国公。雍正八年（1730年），袭巴林右旗扎萨克多罗郡王。次年，随军征讨噶尔丹策凌。雍正十一年（1733年），防察罕布尔哈苏。雍正十三年（1735年），防乌里雅苏台。乾隆四年（1739年），授昭乌达盟副盟长。乾隆十三年（1748年）去世，其子璘沁袭。